# Prioniturus verticalis
Il codaracchetta aliblu di Sulu (Prioniturus verticalis Sharpe, 1893) è un uccello della famiglia degli Psittaculidi, endemico delle Filippine.

## Conservazione
La Lista rossa IUCN classifica Prioniturus verticalis come specie in pericolo critico di estinzione (Critically Endangered).